# Saint-Jacques-en-Valgodemard
Saint-Jacques-en-Valgodemard es una comuna francesa situada en el departamento de Altos Alpes, en la región de Provenza-Alpes-Costa Azul.

## Demografía
| 193 | 172 | 152 | 161 | 147 | 152 | 134 |
| Para los censos de 1962 a 1999 la población legal corresponde a la población sin duplicidades (Fuente: INSEE [Consultar]) |     |     |     |     |     |     |